# The Admirations
The Admirations è un gruppo musicale statunitense dell'area del North Side di Chicago attivo fra il 1966 ed il 1968 e di genere rhythm and blues, soul e doo wop.

## Storia
Sul finire degli anni '50 e l'inizio dei '60, il North Side di Chicago fu riconosciuto come una fucina di nuovi talenti neri. Erano parte dei Near North Groups band come Billy Butler and the Enchanters, The Cascades, The Pace Setters, The Players.
The Admirations nacquero in questo contesto ed i componenti del gruppo erano i fratelli Kenneth (voce guida), Bruce e Ralph Childs affiancati da altri due musicisti, Sherman Myles e Walter Smith. Kenneth Childs cantava in registro tenorile emulando Clarence Burke dei The Five Stairsteps, senza peraltro raggiungere i medesimi esiti di questi.
Tommie Johnson ed Herbert Butler li fecero debuttare nel 1966 per l'etichetta Paree Records con il singolo My Admiration for You / Heaven in Your Arms. Insoddisfatti entrambi dell'esito della distribuzione, sia la Paree Records sia i musicisti del gruppo decisero di interrompere il sodalizio.
Gli Admirations passarono allora alla Peaches Records, che produsse loro You Left Me. Il brano ebbe un certo riscontro sia pure su scala locale, comunque migliore rispetto alla precedente distribuzione. Questo non bastò a far rinnovare il contratto al gruppo, che passò ancora ad altra etichetta, stavolta la One-der-ful Records di George Leaner.
Con questa casa discografica incisero il loro maggior successo, Wait Until I Get to Know You.
Distribuito nel 1967 fece conoscere su scala più ampia il gruppo che nel 1968 incise ancora per la One-der-ful un altro singolo, Don't Leave Me / All for You.
A fine 1968 il gruppo si sciolse come conseguenza del fallimento della casa discografica. Alcuni componenti del gruppo rimasero a suonare con il fratello di George Leaner, Ernie, per la Toddlin' Town Records. Walter Smith formò la band di breve durata Walter & The Admeration's con cui pubblicò il singolo Life of Tears / Man Oh Man (What Have I Done) (La-Cindy, 1968), per poi fondare The Green Berets, con cui cantò e realizzò nuove canzoni fino al 1971.

## Discografia

### Singoli ed EP
- 1966 - My Admiration Is For You / Heaven Is In Your Arms
- 1966 - You Left Me / I Want To Be Free
- 1967 - Wait Til I Get To Know You
- 1967 - Don't Leave Me
- 1967 - Heaven Is In Your Arms / The Charge  - Split 7" con Alvin Cash & The Registers

### Partecipazioni in raccolte di genere
- 1985 - The Untouchables
- 1986 - The Northern Soul Story 1
- 1988 - The Northern Soul Story 12
- 1993 - Northern Soul Fever, Volume One
- 1998 - Windy City Soul (Rare Soul Uncovered From One-derful! Records)
- 1998 - One-Derful, Mar-V-Lus, Northern Soul (30 Rare Dancers From 60's Chicago)
- 1999 - Underground Oldies Vol. 5
- 2000 - Soul Essentials
- 2002 - Metropolitan Soul Presents...Soul Allnighter
- 2004 - Northern Soul From The City
- 2005 - Mastercuts Northern Soul
- 2005 - Going To The Go Go
- 2005 - Ginger Taylor's Northern Soul Banquet
- 2005 - Northern Soul: The Solid Gold Collection
- 2007 - Gangster Soul Harmony Vol. 4
- 2011 - Stompers, Floaters And Floorshakers (Northern Soul)
- 2012 - Your Wish Is Our Command
- 2012 - Move With The Groove (Hardcore Chicago Soul 1962-1970)
- 2013 - The Essential Collection
- 2014 - The One-Derful! Collection: One-Derful Records
- 2014 - Northern Soul: The Soundtrack